# Joselio Mosquera
Joselio Mosquera – kolumbijski zapaśnik walczący w obu stylach. Zdobył dwa brązowe medale na igrzyskach Ameryki Środkowej i Karaibów w 1986. Złoty medalista igrzysk boliwaryjskich w 1985 roku. Jego brat Delio Mosquera był również zapaśnikiem.